# الالجام
ال الجام یک منطقهٔ مسکونی در یمن است که در استان صنعا واقع شده‌است.